# 民族革命發展運動
民族革命发展运动（法語： Mouvement révolutionaire national pour le développement，MRND）是1975年至1994年由時任總統朱韦纳尔·哈比亚利马纳领导下的卢旺达执政党。从1978年到1991年，民族革命發展運動是盧旺達唯一合法政党。该党由胡图人主导，特别是来自哈比亚利马纳总统的家乡卢旺达北部地区。1991年，该党更名为全国民主与发展共和运动（法語：  Mouvement républicain national pour la démocratie et le développement）。
1994年卢旺达大屠杀之后，该党被盧旺達政府取缔。

## 历史
该党由哈比亚利马纳于1975年7月5日成立， 在他通過政变推翻了独立后的第一位总统格雷戈瓦·卡伊班达的两年后。哈比亚利马纳建立了一个极权国家，並取締了由卢旺达南部胡图人主导的胡图解放运动党。  民族革命發展運動取代胡圖解放運動黨，成为卢旺达唯一合法政黨。 1978年盧旺達經全民公决通過了一部新憲法。其中規定民族革命發展運動作为唯一合法政党的地位，并宣布每个卢旺达公民都自动成为民族革命發展運動的黨員。  
1978年盧旺達舉行总统选举，哈比亚利马纳是唯一的候选人。他以99%的票数再次当选。 1981年盧旺達议会选举，民族革命發展運動贏得了國徽64个席位的全部席位。 哈比亚利马纳在1983年和1988年再次当选，該黨在1983年和1988年再度取得了國會的全部席位。
1991年反对党合法化后，该党更名為全國共和民主發展運動。该党的青年翼聯攻派後發展為民兵組織，在盧旺達大屠殺中发挥了关键作用。  哈比亚利马纳于1994年4月因飛機墜毀身亡後，该党的强硬分子成為种族灭绝的主要策划者之一。发挥了重要作用的保卫共和国联盟（CDR）最初是民族革命發展運動的一个强硬派别，后成为一个独立的政党。
在保罗·卡加梅領導的以图西族主导的卢旺达爱国阵线控制盧旺達全國後，該黨和保衛共和國聯盟於1994年7月被取缔。 

## 选举历史

### 总统选举
| 选举   | 党候选人              | 投票 | %      | 结果 |
| ------ | --------------------- | ---- | ------ | ---- |
| 1978年 | 尤文纳尔·哈比亚利马纳 |      | 98.99% | 當選 |
| 1983年 | 尤文纳尔·哈比亚利马纳 |      | 99.97% | 當選 |
| 1988年 | 尤文纳尔·哈比亚利马纳 |      | 99.98% | 當選 |

### 議是會选举
| 选举   | 領導人                | 投票      | %    | 席位    | +/–  | 结果 |
| ------ | --------------------- | --------- | ---- | ------- | ---- | ---- |
| 1981年 | 尤文纳尔·哈比亚利马纳 | 2,100,770 | 100% | 64 / 64 | ▲ 64 |      |
| 1983年 | 尤文纳尔·哈比亚利马纳 | 2,364,592 | 100% | 70 / 70 | ▲ 6  |      |
| 1988年 | 尤文纳尔·哈比亚利马纳 | 2,701,682 | 100% | 70 / 70 | ━    |      |

- 帕尔梅胡图
- 爱德华·卡雷梅拉
- 保卫共和国联盟